# De Havilland Canada DHC-515
De Havilland Canada DHC-515 "Firefighter" ist ein Amphibienflugzeug des kanadischen Herstellers Viking Air, das hauptsächlich als Löschflugzeug bei Waldbränden eingesetzt wird. Außerdem wird die Maschine als Patrouillenflugzeug genutzt. Sie ist der Nachfolger der Canadair CL-415 und soll sich durch bessere Funktionalität und höhere Effektivität auszeichnen.

## Geschichte
Nachdem die Firma Viking Air das CL-415 Programm 2016 erworben hatte, begann sie mit der Entwicklung der seinerzeit noch als CL-515 bezeichneten modernisierten Variante auf Basis der CL-415. Ihr Erstkunde wurde im Juni 2019, noch vor dem offiziellen Programmstart, die Regierung Indonesiens, die sechs Stück bestellte. Davon werden zwei als Feuerlöschflugzeuge ausgelegt sein, die anderen vier als Mehrzweckflugzeuge.
Im gleichen Jahr wurde die historische de Havilland Canada (DHC) durch die Muttergesellschaft Longview Aviation Capital wiederbelebt.
Im Jahr 2022 mit dem offiziellen Programmstart wurde die Typbezeichnung ebenfalls in Anlehnung auf historische Flugzeugmuster in DHC-515 umbenannt. Im August 2022 gab es bereits 22 Kauferklärungen.
Der Baubeginn erfolgte 2023 am Standort Victoria (BC) und die Endmontage der ersten Exemplare soll in Calgary (AL) erfolgen. Ab 2026 soll das Flugzeug am neuen Standort "De Havilland Field" in Wheatland County gefertigt werden. Die Erstauslieferung ist für 2027 geplant.
Im Jahr 2024 bestellten die ersten von sechs europäischen Mittelmeeranrainern weitere Exemplare, die insgesamt zur Hälfte durch die Europäische Union finanziert werden, je zwei pro Land.

## Nutzer
Griechenland
Griechische Luftwaffe: 7 DHC-515 Löschflugzeuge (2024 bestellt)
 Indonesien
Indonesische Luftstreitkräfte (Tentara Nasional Indonesia Angkatan Udara, TNI-AU): 6 DHC-515, davon 2 als Löschflugzeuge und 4 als Multi-Missions-Flugzeuge konfiguriert (2019 bestellt)
 Kroatien
Kroatische Luftstreitkräfte und Luftabwehr: 2 DHC-515 Löschflugzeuge (2024 bestellt)
 Spanien
Spanische Luftstreitkräfte: 7 DHC-515 Löschflugzeuge (2024 bestellt)